# نکسوس اس
نکسوس اس (به انگلیسی: Nexus S) یک تلفن هوشمند است که توسط گوگل و سامسونگ طراحی شده است و اولین تلفنی است که از آندروید نسخهٔ ۲/۳ استفاده می‌کند. این دومین باری است که گوگل با یک شرکت سازنده برای ساخت تلفن همراه همکاری می‌کند، اولین تلفن نکسوس وان بود.